# Pintures de Sant Joan de Boí
Les Pintures de Sant Joan de Boí són el conjunt de pintures romàniques que decoraven panys de paret interiors i façana sud de l'església homònima, elaborats, com altres pintures de la Vall de Boí pel conegut com Mestre de Boí. Els frescos originals van ser arrancats dels panys de paret de l'església en el context del programa d'adquisicions de la Junta de Museus durant la campanya de 1919-1923 i, traspassats a tela; actualment formen part de la col·lecció permanent del Museu Nacional d'Art de Catalunya.

## Descripció
Les pintures de Sant Joan de Boí conformen el que es considera un dels primers conjunts de pintura del romànic català. La seva cronologia, cap al 1100, s'ha establert de manera indirecta per l'arquitectura de l'edifici i la comparació amb les pintures de les altres esglésies de la vall de Boí: Sant Climent i Santa Maria de Taüll. El seu estudi ha portat a comparar-les amb les de Sant Martin de Vicq, Nohant-Vic, de la segona meitat del segle xii, en les quals s'ha trobat no tant una certa interdependència sinó la utilització de models europeus comuns, potser carolingis. D'aquest conjunt es conserva bàsicament la pintura de les naus laterals i dels arcs de separació de les naus, suficient per constatar un ric programa iconogràfic àmpliament referit a la història de la Redempció.

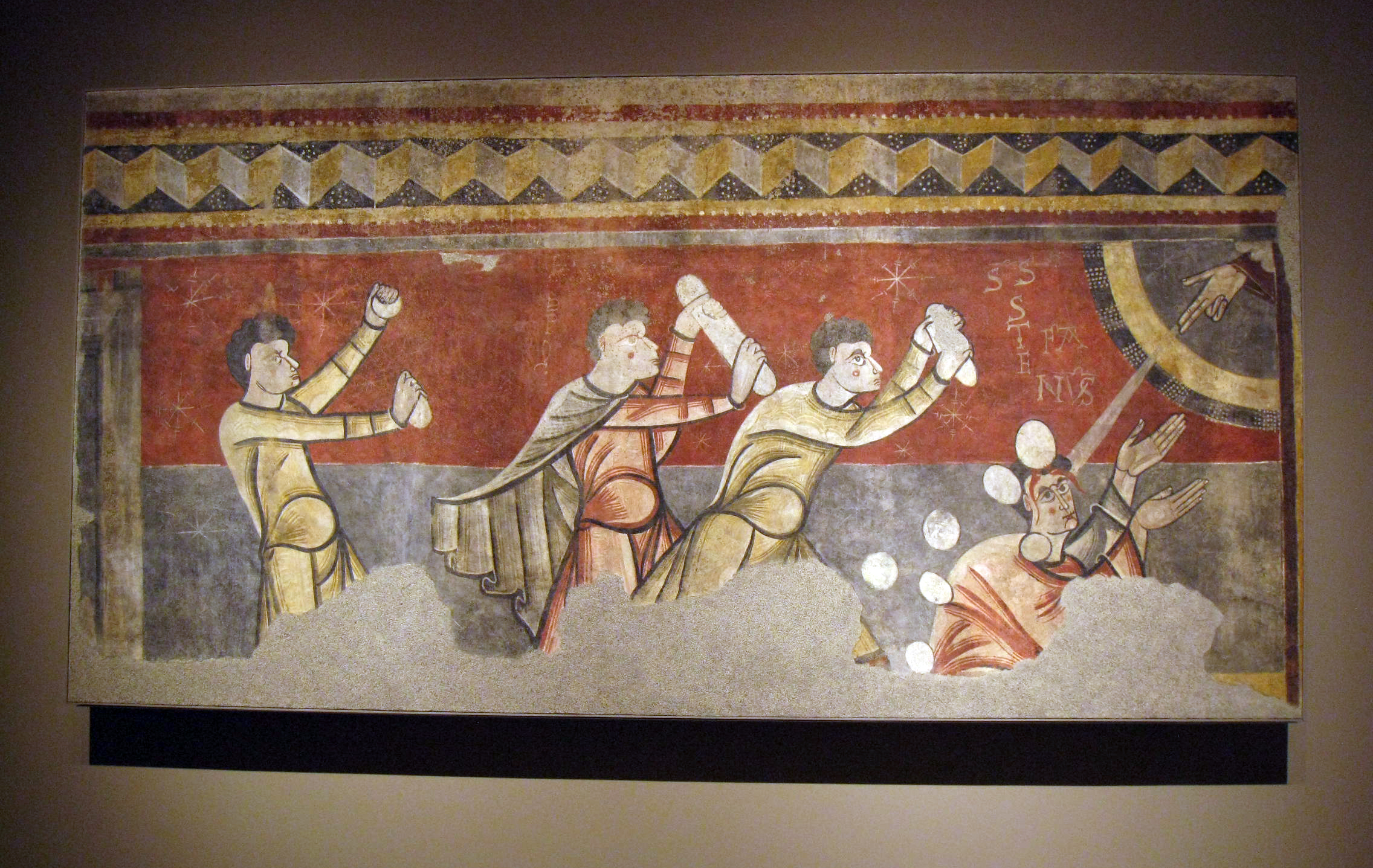
La lapidació de sant Esteve

S'hi representen escenes exemplars de la vida de sants —el fragment més important de les quals és la Lapidació de sant Esteve—, un vast repertori animalístic de caràcter moralitzant (principalment als intradossos dels arcs) i una escena amb joglars, molt poc freqüent, que en aquest cas s'ha d'entendre com un cant de lloança al Senyor. També hi havia una representació del Judici Final de la qual formaven part els fragments conservats del paradís, l'infern i el drac apocalíptic. Les pintures de Boí, cal considerar-les exemple d'una línia d'influència francesa existent a Catalunya diferent de la influència italiana que dominarà l'escenari pictòric romànic a Catalunya a partir de les pintures del cercle de Pedret.